# Station Montmorillon
Station Montmorillon is een spoorwegstation in de Franse gemeente Montmorillon. Het wordt bediend door treinen van het netwerk TER Nouvelle-Aquitaine op het traject Limoges-Bénédictins - Poitiers.
Het station werd geopend in 1878 op de spoorlijn Poitiers-Limoges.